# Communauté de communes du Sisteronais Buëch
La communauté de communes du Sisteronais-Buëch est une communauté de communes française créée le 14 novembre 2016 et a pris effet le 1er janvier 2017, située dans les départements des Alpes-de-Haute-Provence, des Hautes-Alpes ainsi que de la Drôme, en régions Provence-Alpes-Côte d'Azur et Auvergne-Rhône-Alpes.

## Historique
La loi no 2015-991 du 7 août 2015 portant nouvelle organisation territoriale de la République, dite « loi NOTRe », impose aux établissements publics de coopération intercommunale à fiscalité propre une population supérieure à 15 000 habitants, avec des dérogations, sans pour autant descendre en dessous de 5 000 habitants. La communauté de communes du Sisteronais comptait 9 455 habitants en 2012 ; elle peut théoriquement se maintenir.
Le schéma départemental de coopération intercommunale des Alpes-de-Haute-Provence, dévoilé en octobre 2015, proposait une fusion avec les communautés de communes (CC) du Sisteronais, de La Motte-du-Caire - Turriers, ainsi que les CC haut-alpines du Canton de Ribiers Val de Méouge et du Laragnais,.
Ce pôle est acté par la commission départementale de coopération intercommunale le 21 mars 2016 lors de l'adoption du SDCI le 25 mars.
La fusion a été prononcée par l'arrêté préfectoral no 05-2016-11-14-003 du 14 novembre 2016. La nouvelle communauté de communes est issue de la fusion de sept communautés de communes des départements des Alpes-de-Haute-Provence (Sisteronais, La Motte-du-Caire - Turriers) et des Hautes-Alpes (Interdépartementale des Baronnies, Laragnais, Ribiers-Val de Méouge, Serrois et Vallée de l'Oule).

## Territoire communautaire

### Géographie
La communauté de communes Sisteronais-Buëch est située au nord-est du département des Alpes-de-Haute-Provence et au sud-ouest du département des Hautes-Alpes.

### Composition
La communauté de communes est composée des 60 communes suivantes :

| Nom                   | Code Insee | Gentilé               | Superficie (km2) | Population (dernière pop. légale) | Densité (hab./km2) |
| --------------------- | ---------- | --------------------- | ---------------- | --------------------------------- | ------------------ |
| Sisteron (siège)      | 04209      | Sisteronais           | 50,25            | 7 776 (2022)                      | 155                |
| Authon                | 04016      | Authonais             | 40,16            | 59 (2022)                         | 1,5                |
| Barret-sur-Méouge     | 05014      | Barretiers            | 26,72            | 192 (2022)                        | 7,2                |
| La Bâtie-Montsaléon   | 05016      |                       | 15,08            | 288 (2022)                        | 19                 |
| Bayons                | 04023      | Bayonnais             | 125,75           | 202 (2022)                        | 1,6                |
| Bellaffaire           | 04026      | Bellaffairois         | 13,12            | 158 (2022)                        | 12                 |
| Le Bersac             | 05021      | Bersacais             | 8,02             | 139 (2022)                        | 17                 |
| Le Caire              | 04037      | Cairois               | 17,63            | 77 (2022)                         | 4,4                |
| Chanousse             | 05033      | Chanoussiens          | 20,32            | 39 (2022)                         | 1,9                |
| Châteaufort           | 04050      | Castelfortains        | 13,73            | 25 (2022)                         | 1,8                |
| Clamensane            | 04057      | Clamensanais          | 23,73            | 180 (2022)                        | 7,6                |
| Entrepierres          | 04075      | Interpétrasiens       | 47,79            | 409 (2022)                        | 8,6                |
| Éourres               | 05047      | Bacalars              | 26,47            | 141 (2022)                        | 5,3                |
| L'Épine               | 05048      | Épinois               | 33,47            | 202 (2022)                        | 6                  |
| Étoile-Saint-Cyrice   | 05051      |                       | 14,41            | 24 (2022)                         | 1,7                |
| Faucon-du-Caire       | 04085      | Fauconniers           | 19,93            | 62 (2022)                         | 3,1                |
| Garde-Colombe         | 05053      |                       | 34,61            | 523 (2022)                        | 15                 |
| Gigors                | 04093      | Gigordons             | 13,69            | 59 (2022)                         | 4,3                |
| Laborel               | 26153      | Laborelois            | 23,91            | 114 (2022)                        | 4,8                |
| Lachau                | 26154      | Chaupatiers           | 25,78            | 221 (2022)                        | 8,6                |
| Laragne-Montéglin     | 05070      | Laragnais             | 23,51            | 3 566 (2022)                      | 152                |
| Lazer                 | 05073      | Lazerois              | 21,98            | 336 (2022)                        | 15                 |
| Melve                 | 04118      | Melvéins              | 14,11            | 127 (2022)                        | 9                  |
| Méreuil               | 05076      | Méreuillais           | 10,61            | 105 (2022)                        | 9,9                |
| Mison                 | 04123      | Misonnais             | 31,72            | 1 115 (2022)                      | 35                 |
| Monêtier-Allemont     | 05078      | Monêtiards            | 7,15             | 296 (2022)                        | 41                 |
| Montclus              | 05081      | Montclusiens          | 21,25            | 47 (2022)                         | 2,2                |
| Montjay               | 05086      | Montjayais            | 27               | 104 (2022)                        | 3,9                |
| Montrond              | 05089      | Mourniers             | 4,46             | 89 (2022)                         | 20                 |
| La Motte-du-Caire     | 04134      | Mottois               | 27,27            | 544 (2022)                        | 20                 |
| Moydans               | 05091      |                       | 10,51            | 39 (2022)                         | 3,7                |
| Nibles                | 04137      | Niblois               | 12,31            | 54 (2022)                         | 4,4                |
| Nossage-et-Bénévent   | 05094      |                       | 4,31             | 11 (2022)                         | 2,6                |
| Orpierre              | 05097      | Orpierrois            | 27,57            | 319 (2022)                        | 12                 |
| La Piarre             | 05102      |                       | 21,67            | 85 (2022)                         | 3,9                |
| Le Poët               | 05103      | Poëtains              | 15,51            | 784 (2022)                        | 51                 |
| Ribeyret              | 05117      | Ribeyretiers          | 17,87            | 109 (2022)                        | 6,1                |
| Rosans                | 05126      | Rosanais              | 30,39            | 496 (2022)                        | 16                 |
| Saint-André-de-Rosans | 05129      |                       | 36,61            | 158 (2022)                        | 4,3                |
| Saint-Geniez          | 04179      | Saint-Genais          | 38,94            | 107 (2022)                        | 2,7                |
| Saint-Pierre-Avez     | 05155      | Saint-Pierre-Aveziens | 11,37            | 33 (2022)                         | 2,9                |
| Sainte-Colombe        | 05135      | Saint-Colombinois     | 17,18            | 63 (2022)                         | 3,7                |
| Saléon                | 05159      |                       | 9,86             | 81 (2022)                         | 8,2                |
| Salérans              | 05160      | Saleranais            | 13,9             | 79 (2022)                         | 5,7                |
| Savournon             | 05165      | Savournonais          | 39,23            | 244 (2022)                        | 6,2                |
| Serres                | 05166      | Serrains              | 18,57            | 1 303 (2022)                      | 70                 |
| Sigottier             | 05167      | Sigottiards           | 25,33            | 84 (2022)                         | 3,3                |
| Sigoyer               | 04207      | Sigoyards             | 15,3             | 101 (2022)                        | 6,6                |
| Sorbiers              | 05169      | Sorbérans             | 13,93            | 49 (2022)                         | 3,5                |
| Thèze                 | 04216      | Thézois               | 11,17            | 256 (2022)                        | 23                 |
| Trescléoux            | 05172      | Trescléousiens        | 18,68            | 301 (2022)                        | 16                 |
| Turriers              | 04222      | Turriérois            | 19,86            | 345 (2022)                        | 17                 |
| Upaix                 | 05173      | Upaixois              | 23,26            | 483 (2022)                        | 21                 |
| Val Buëch-Méouge      | 05118      |                       | 68,48            | 1 342 (2022)                      | 20                 |
| Valavoire             | 04228      | Valavoirais           | 16,81            | 39 (2022)                         | 2,3                |
| Valdoule              | 05024      |                       | 58,51            | 209 (2022)                        | 3,6                |
| Valernes              | 04231      | Valernois             | 28,49            | 242 (2022)                        | 8,5                |
| Vaumeilh              | 04233      | Vaumeilhois           | 25,52            | 268 (2022)                        | 11                 |
| Ventavon              | 05178      | Ventavonnais          | 42,69            | 560 (2022)                        | 13                 |
| Villebois-les-Pins    | 26374      | Villeboisiens         | 10,81            | 19 (2022)                         | 1,8                |

## Démographie
| 1968   | 1975   | 1982   | 1990   | 1999   | 2008   | 2013   | 2019   |
| ------ | ------ | ------ | ------ | ------ | ------ | ------ | ------ |
| 20 171 | 21 326 | 20 326 | 21 099 | 22 294 | 24 441 | 24 557 | 25 103 |

## Administration

### Siège
Le siège de la communauté de communes est situé à Sisteron.

### Les élus
La communauté de communes est gérée par un conseil communautaire composé de 93 membres représentant chacune des communes membres. La répartition des sièges des conseillers communautaires a été fixée par l'arrêté interpréfectoral du 7 décembre 2016 :
| Nombre de délégués | Communes                                |
| ------------------ | --------------------------------------- |
| 18                 | Sisteron                                |
| 8                  | Laragne-Montéglin                       |
| 3                  | Garde-Colombe, Serres, Val Buëch Méouge |
| 2                  | Mison                                   |
| 1                  | Autres communes                         |

### Présidence
| Période | Période  | Identité       | Étiquette | Qualité                         |
| ------- | -------- | -------------- | --------- | ------------------------------- |
| 2017    | En cours | Daniel Spagnou | LR        | Maire de Sisteron (depuis 1983) |

Le 10 janvier 2017, le premier conseil communautaire a désigné onze vice-présidents et huit conseillers délégués.
| Identité             | Étiquette | Qualité                                                                      | Délégation |
| -------------------- | --------- | ---------------------------------------------------------------------------- | --- |
| Gérard Tenoux        | DVD       | Maire de Bruis (2001-) Conseiller départemental du canton de Serres (2015-)  | Services aux communes, services à la population, contrat de ruralité, NTIC                                                           |
| Jean-Jacques Lachamp | DVG       | Maire de Nibles (2005-)                                                      | Opération programmée d'amélioration de l'habitat, suivi de la gestion des aires d'accueil des gens du voyage et transports scolaires |
| Damien Duranceau     |           | Maire délégué de Garde-Colombe                                               | Tourisme et activités de pleine nature                                                                                               |
| Alain d'Heilly       |           | Maire de La Bâtie-Montsaléon                                                 | Environnement et site d'enfouissement de Sorbiers                                                                                    |
| Albert Moullet       |           | Maire délégué de Val Buëch-Méouge                                            | Voirie et service public d'assainissement non collectif                                                                              |
| Robert Gay           | LR        | Maire de Mison (1985) Conseiller départemental du canton de Sisteron (2015-) | Logistique et commandes publiques |
| Philippe Magnus      | SE        | Maire de Lachau (2008-)                                                      | Suivi des dossiers de demandes de subventions et relations avec les co-financeurs                                                    |
| Bernard Mathieu      | DVD       | Maire de Serres (2014-)                                                      | Politique de l'eau et des rivières                                                                                                   |
| Jean-Pierre Templier |           | 1er adjoint à Sisteron                                                       | Développement économique |
| Jean-Marie Trocchi   |           | Maire du Poët                                                                | Travaux et accessibilité |

### Compétences
La communauté de communes exerce des compétences qui lui sont déléguées par les communes membres.
Les compétences obligatoires étaient au nombre de quatre à sa création, le 1er janvier 2017 :
- développement économique : création, aménagement, entretien et gestion de zones d'activité ; promotion du tourisme ;
- aménagement de l'espace ;
- aire d'accueil des gens du voyage ;
- collecte et traitement des déchets ménagers et assimilés.

La gestion des milieux aquatiques et la prévention des inondations (GEMAPI) est la cinquième compétence obligatoirement exercée par une communauté de communes depuis le 1er janvier 2018.
En outre, la communauté de communes exerce, à titre optionnel, les compétences suivantes :
- action sociale ;
- construction, entretien et fonctionnement d'équipements culturels et sportifs et d'enseignement pré-élémentaire et élémentaire ;
- gestion des maisons de services au public de Sisteron, La Motte-du-Caire, Laragne-Montéglin, Serres et Valdoule ;
- politique du logement et du cadre de vie ;
- protection et mise en valeur de l'environnement.

La compétence « sport, culture et loisirs » est exercée à titre facultatif.

### Régime fiscal et budget
Par décision du conseil communautaire du 11 avril 2019, la communauté de communes est dotée d'un budget de 40 324 119 € pour l'année 2019, dont 28 471 249 € en fonctionnement et 11 852 870 € en investissement.